# هيدرازين (مضاد اكتئاب)
مجموعة هيدرازين (بالإنجليزية: Hydrazine)‏ هي مجموعة من مضادات الاكتئاب التي تنتمي لمثبطات أكسيداز أحادي الأمين لا عكوسة وغير انتقائية.
هذه المجموعة اكتشفت وسوقت في فترة الخمسينات والستينات من القرن الماضي لكنها سحبت من الأسواق بسبب تأثيرها السمي وخصوصا تسمم الكبد.
ترانيلسيبرومين سوّق على إنه لا ينتمي للهيدرازينات بسبب تأثيره السمي المنخفض على الكبد.

## قائمة الهيدرازينات

### الهيدرازينات المتوفرة في الأسواق
- إيزوكاربوكسازيد
- فينيلزين

### الهيدرازينات المسحوبة في الأسواق
- بنموكسين
- إيبروكلوزيد
- إيبرونيازيد
- ميبانازين
- نيالاميد
- أوكتاموكسين
- فينيبرازين
- فينوكسيبروبازين
- بيفهيدرازين
- سافرازين

## هيدرازينات لم تسوق أبدا
- كاربنزيد
- سيميموكسين
- دوموكسين
- متفندرازين